# Bécherel
Bécherel is een gemeente in het Franse departement Ille-et-Vilaine in de regio Bretagne. De plaats maakt deel uit van het arrondissement Rennes. Bain-de-Bretagne telde op 1 januari 2022 685 inwoners. Sinds 1988 afficheert de gemeente zich als boekenstad. Bécherel ligt op 30 km afstand van de stad Rennes.

## Geografie
De oppervlakte van Bécherel bedroeg op 1 januari 2022 0,57 vierkante kilometer; de bevolkingsdichtheid was toen 1.201,8 inwoners per km².

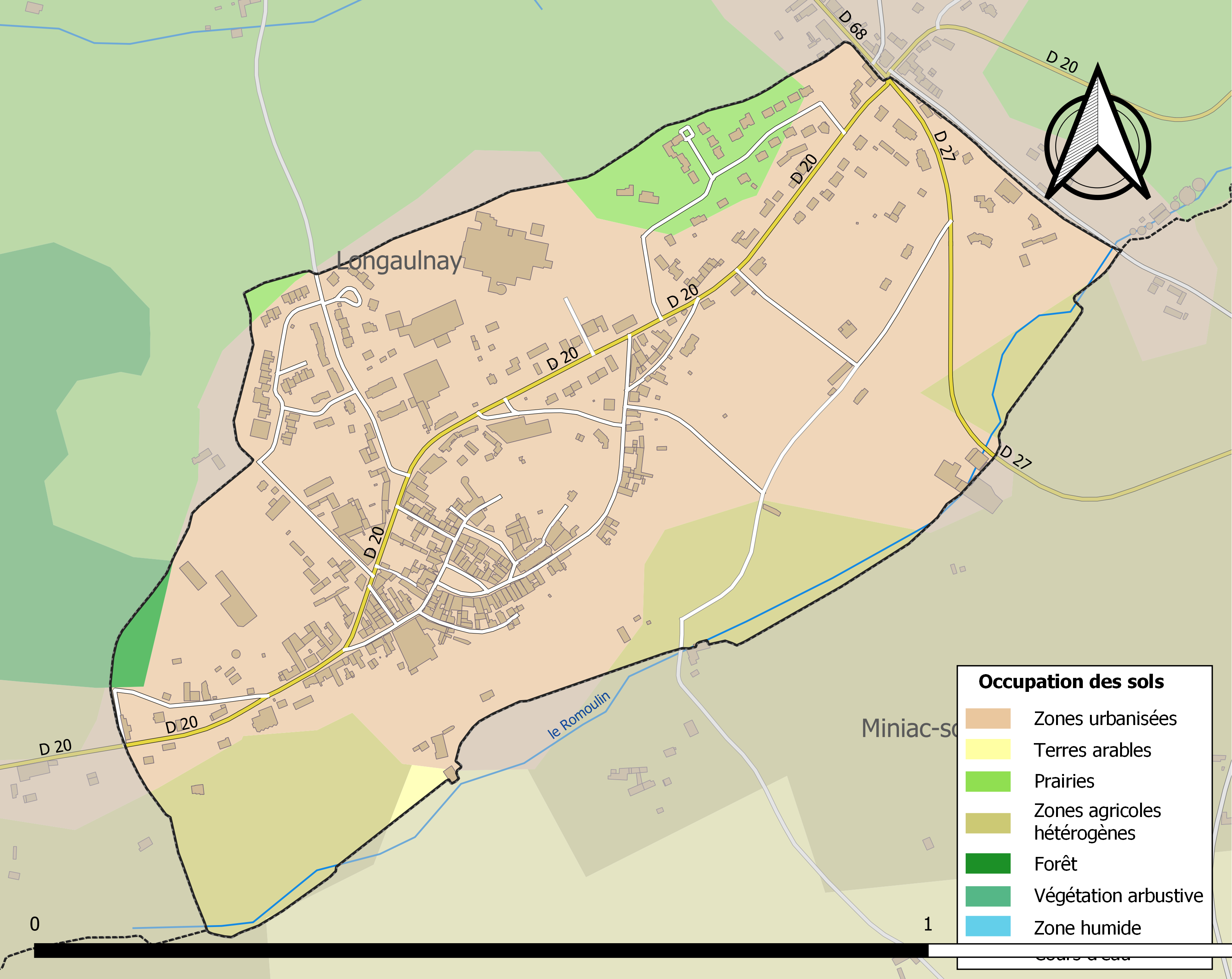
Kaart van de gemeente met belangrijkste infrastructuur, bodemgebruik en omliggende gemeenten

## Demografie
Onderstaande figuur toont het verloop van het inwonertal, bron: INSEE-tellingen. 